# جامع الخاصكي
جامع الخاصكي من مساجد العراق الأثرية التاريخية ويقع بين شارع المستنصر وشارع الرشيد في محلة رأس القرية في بغداد، وفيه مصلى تقام فيه الصلوات الخمس ويحتوي على منارة رصينة البناء وكانت فيه مدرسة على يمين الداخل للمسجد ولقد شيدهُ محمد باشا الخاصكي، والي بغداد عام 1094هـ/1683م، ثم جددت عمارتهُ عام 1309هـ/1891م، وبعد ذلك استولى عليهِ الخراب فجددت عمارتهُ عام 1343هـ/1924م، وآخر تجديد له كان من قبل الأوقاف عام 1393 / 1973م، وقد شمل التعمير الحرم والواجهة الامامية، وكان فيه محراب أثري جميل من أبدع آثار الفن الإسلامي وهو قطعة عظيمة من الرخام وقد جاء وصفهُ في مؤلفات تأريخية كثيرة ثم نقل منه وحفظ في مبنى المتحف العراقي، وكان لهذا المسجد مدرسة تزخر بطلاب العلم يدرس فيها العلوم العقلية والنقلية ومن المدرسين الأعلام فيها الشيخ طاهر إسماعيل البرزنجي، وآخر من تصدر للتدريس فيها الشيخ عبد المجيد بن عبد المالك المشهور بملوكي، ثم من بعدهِ ابن اخيه الشيخ عبد الوهاب ملوكي، ثم الغيت الدراسة الدينية في هذه المدرسة في عام 1968م، بقرار من الحكومة العراقية بالغاء المدارس الدينية وأغلاقها في بغداد وعموم محافظات العراق.
وفي هذا المسجد يوجد قبر الشيخ محمد الأزهري، الذي ذكرهُ الشيخ عيسى البندنيجي في كتاب (جامع الأنوار تراجم علماء بغداد)، فقال عنه: (هو أحد الأولياء العارفين كان فريد زمانهِ وكان والده من أصحاب الشيخ عبد القادر الجيلاني، توفي ببغداد ودفن في الجامع الشهير بالخاصكي الواقع في محلة رأس القرية ببغداد)، ولم يذكر تاريخ وفاتهِ.